# Kanton Treignac
Treignac is een voormalig kanton van het Franse departement Corrèze. Het kanton maakte deel uit van het arrondissement Tulle. Het werd opgeheven bij decreet van 24 februari 2014, met uitwerking op 22 maart 2015. Alle gemeenten werden opgenomen in het nieuwe kanton Seilhac-Monédières.

## Gemeenten
Het kanton Treignac omvatte de volgende gemeenten:
- Affieux
- Chamberet
- L'Église-aux-Bois
- Lacelle
- Le Lonzac
- Madranges
- Peyrissac
- Rilhac-Treignac
- Saint-Hilaire-les-Courbes
- Soudaine-Lavinadière
- Treignac (hoofdplaats)
- Veix